# بوعراده
بوعراده (به عربی: بوعرادة) یک منطقهٔ مسکونی در تونس است که در استان سلیانه واقع شده‌است. بوعراده ۱۳٬۱۷۰ نفر جمعیت دارد.